# 위견거
위견거(魏堅居, ? ~ ?)는 전한 말기에서 신나라 때의 제후로, 전한의 태상 위불해의 후손이다. 아버지 위향의 뒤를 이어 당도후(當塗侯)에 봉해졌다.

## 생애
전한 거섭 2년(6년), 익한후(翼漢侯)로 전봉되었다. 신나라 건국 후에는 익신후(翼新侯)로 고쳐졌고, 신나라 멸망 후 후사가 끊겼다.

## 출전
- 반고, 《한서》 권17 경무소선원성공신표

| 선대 아버지 당도대후 위향 | 전한의 당도후 ? ~ 6년 | 후대 (폐지) |

| 선대 (첫 봉건) | 신의 익신후 (익한후) 6년 ~ 23년? | 후대 (신 멸망) |